# Lex Antonia de dictatura in perpetuum tollenda
Die Lex Antonia de dictatura in perpetuum tollenda erging aufgrund einer von mehreren Gesetzesinitiativen des Marcus Antonius, der sie im April 44 v. Chr. in den römischen Senat eingebracht hatte. Mit dem Gesetz aus dem Zenturiatsgesetzesbündel der leges Antoniae wurde die förmliche Abschaffung der Diktatur gefordert.
Die Maßnahme geht auf eine unmittelbare Erfahrung des Konsuln Marcus Antonius mit seinem Co-Konsul Caesar zurück, der im Vormonat ermordet worden war. Dabei wird die Beseitigung Caesars nicht zuletzt darauf zurückgeführt, dass er kurz zuvor vom Senat mit der Befugnis des dictator perpetuo oder dictator in perpetuum (Diktator auf Dauer/Lebenszeit) ausgestattet worden war und Gegner die dauerhafte Führung eines diktatorischen Amtes mit den bewährten republikanischen Grundsätzen kontrollierter Machtverteilung für unvereinbar hielten. Die Erfahrungen mit Diktaturen, schon während der punischen Kriege, später unter Sulla und letztlich in den Jahren 49 bis 45 v. Chr. unter Caesar, hatten Marcus Antonius dazu bewogen, den Senat umzustimmen und das Diktatorenamt aufzugeben.
Eine Bestimmung die das Gesetz begleitete, war die Androhung von Kapitalstrafen, wenn der Versuch unternommen werden sollte, eine Diktatur nur vorzuschlagen oder dahin lautende Anträge zu unterstützen. Auf den Kopf des Delinquenten konnten Prämien ausgesetzt werden, denn er war verflucht (sacer).
Trotz gesetzlicher Durchsetzung der Abolition bot der Senat das Amt einer einzelnen Person im Jahr 22 v. Chr. nochmals an, Augustus, der jedoch ablehnte. Augustus, der das römische Staatswesen in der anstehenden Kaiserzeit neu ordnete, hielt das Amt der Diktatur für ungeeignet, den Princeps zu legitimieren.